# 住吉大伴神社
住吉大伴神社（すみよしおおともじんじゃ）は、京都府京都市右京区龍安寺にある神社。社格は旧村社。

## 概要
衣笠山などに続く住吉山の山麓、京都市道183号（きぬかけの道）の南側にある。南西150mには仁和寺が、北東150mには龍安寺がある。右京区龍安寺や右京区谷口などの産土神である。

## 祭神
- 大伴氏の祖神二神

天忍日命（あまのおしひのみこと）
道臣命（みちのおみのみこと）
- 住吉三神

上筒男命（うわつつおのみこと）
中筒男命（なかつつおのみこと）
底筒男命（そこつつおのみこと）
出典 : 京都古社寺辞典

## 歴史
伴氏神社
創建年は不明だが、平安京遷都に際して大伴氏が大和国から京の都に移った際、その氏神として伴氏神社が祀られたものとされる。続日本後紀の天長11年（834年）の条には伴氏神社の創祀に関する記述があるが、現在の住吉大伴神社とも、北野天満宮境内にある伴氏社ともいわれている。弘仁14年（823年）に淳和天皇が即位すると、淳和天皇の諱が大伴だったことから大伴氏は伴氏に改称し、この神社も伴氏神社（ともうちのじんじゃ、とものうじじんじゃ）と改称された。延喜5年（927年）にまとめられた延喜式神名帳にも、山城国葛野郡上林郷の項に伴氏神社の名が記録されている。貞観6年（866年）の応天門の変で伴善男が失脚し、大伴氏の衰退を機に神社の祭礼も廃絶された。
住吉神社
大伴氏の没落後、山城国葛野郡上林郷の当地は左大臣・藤原実能（徳大寺実能）などを輩出した徳大寺家の領地となった。平安時代末期には徳大寺家によって住吉神が祀られ、住吉神社（すみよしじんじゃ）と改称された。中世までの史料では近世の『山城誌』などの史料はこの住吉神社をかつての伴氏神社に比定している。
住吉大伴神社
昭和期に入って再び大伴祖神を祀るべきという意見が強まったため、1942年（昭和17年）には天忍日命（あまのおしひのみこと）と道臣命（みちのおみのみこと）が合祀され、現行の住吉大伴神社（すみよしおおともじんじゃ）と改称した。

## 境内
社殿
現在の本殿は昭和初期に建てられたものであり、間口一間、奥行一間半の縮小型住吉造で日本唯一の建築である。1978年（昭和53年）には萱葺の本殿屋根が銅葺きに改められた。住吉造による本殿は住吉大社（大阪市住吉区）、住吉神社（福岡市博多区）に見られるのみである。
境内社
往古より十禅師権現社、斎ノ宮社、小松尾明神社が奉斎されていたが、現在は小松尾神社のみが残り、他の末社は小松尾神社に合祀されている。
歌碑
大伴家持が詠んだ「海ゆかはみつく屍　山ゆかは　草むす屍　大君のへにこそ死なめ　かへりみはせし」の歌碑が境内外苑に保存されている。この歌は万葉集巻十八にあり、『海行かば』として国民歌に選定されている。

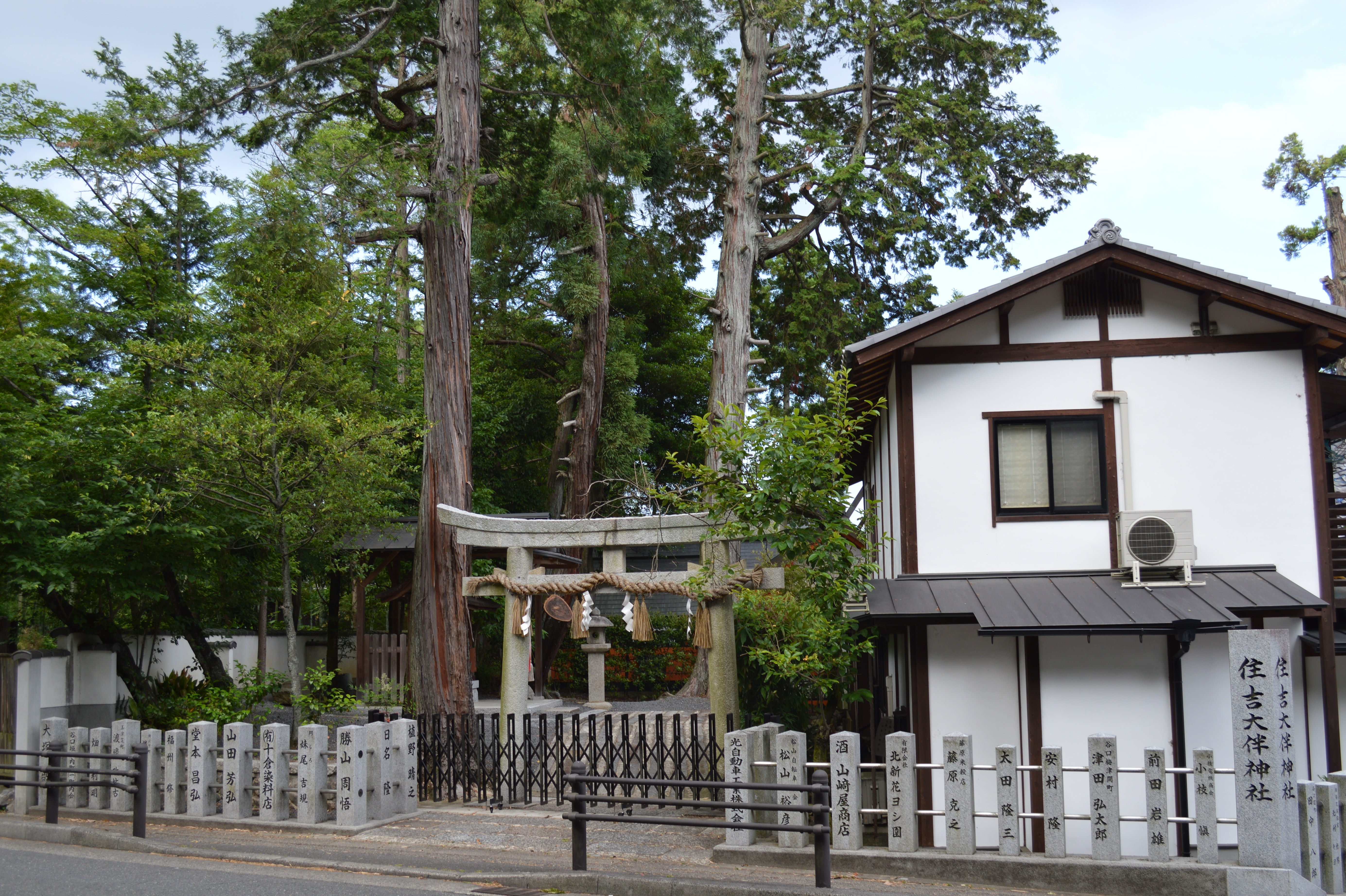
きぬかけの道から
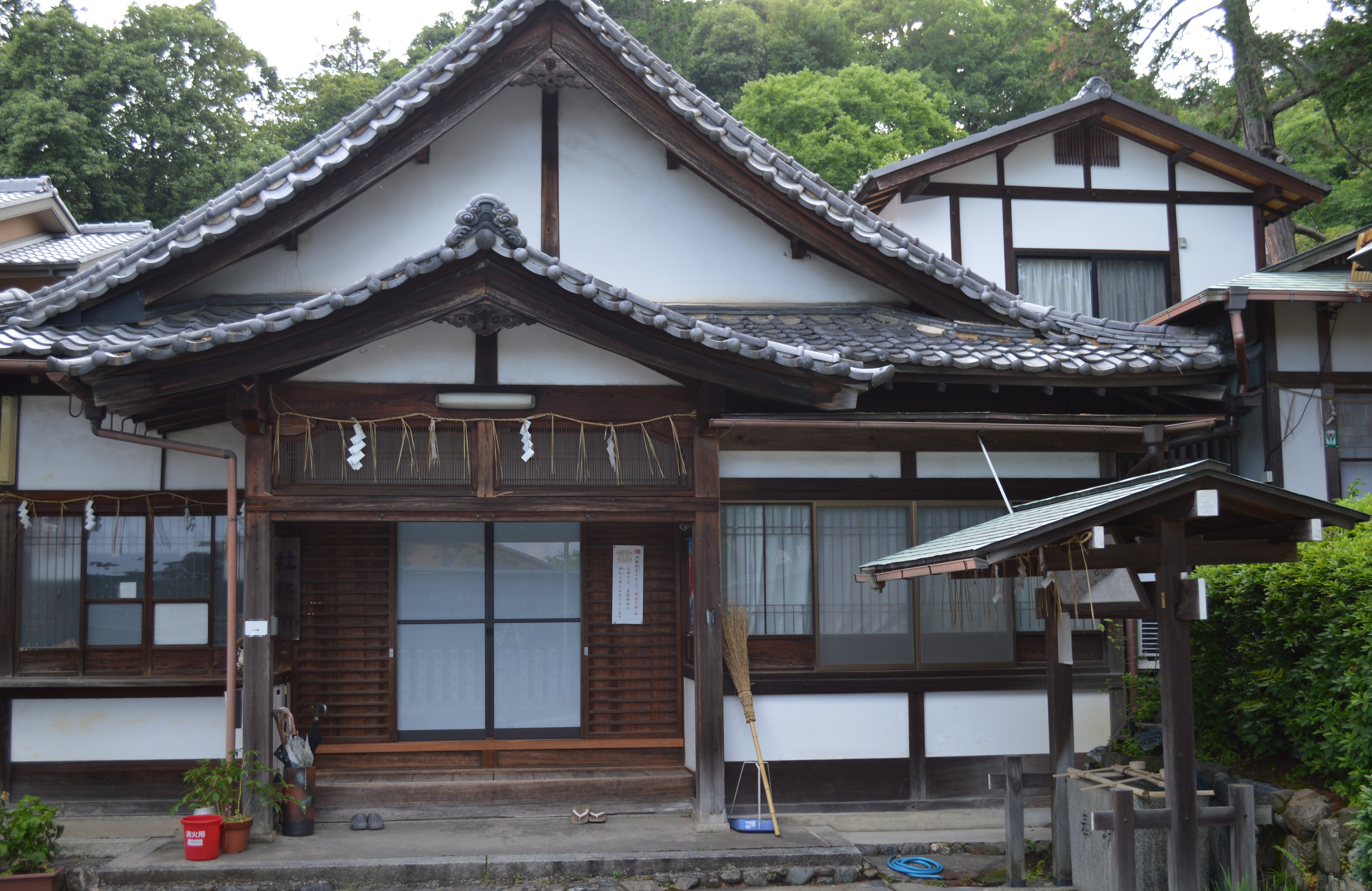
社務所
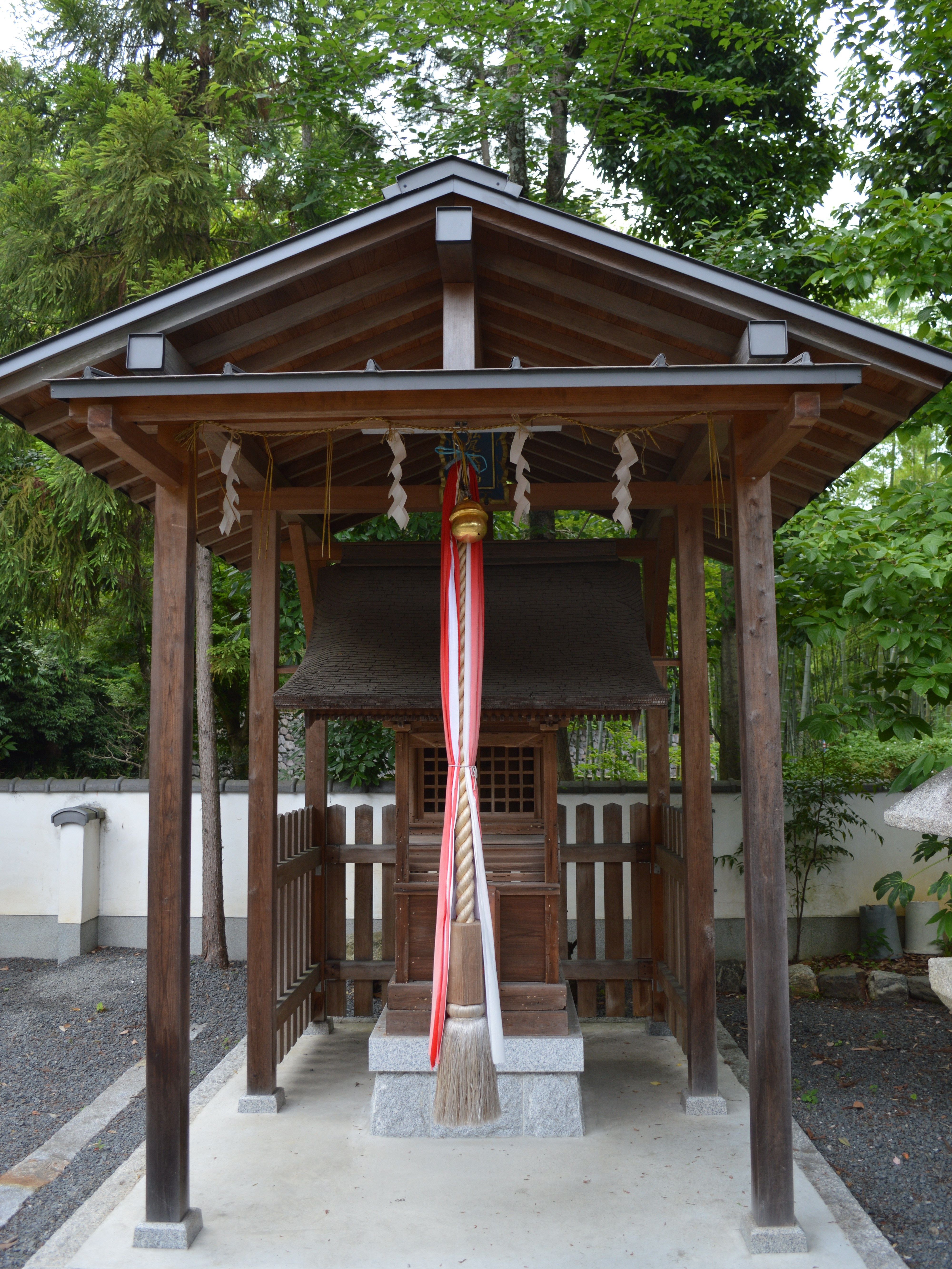
境内社の小松尾神社
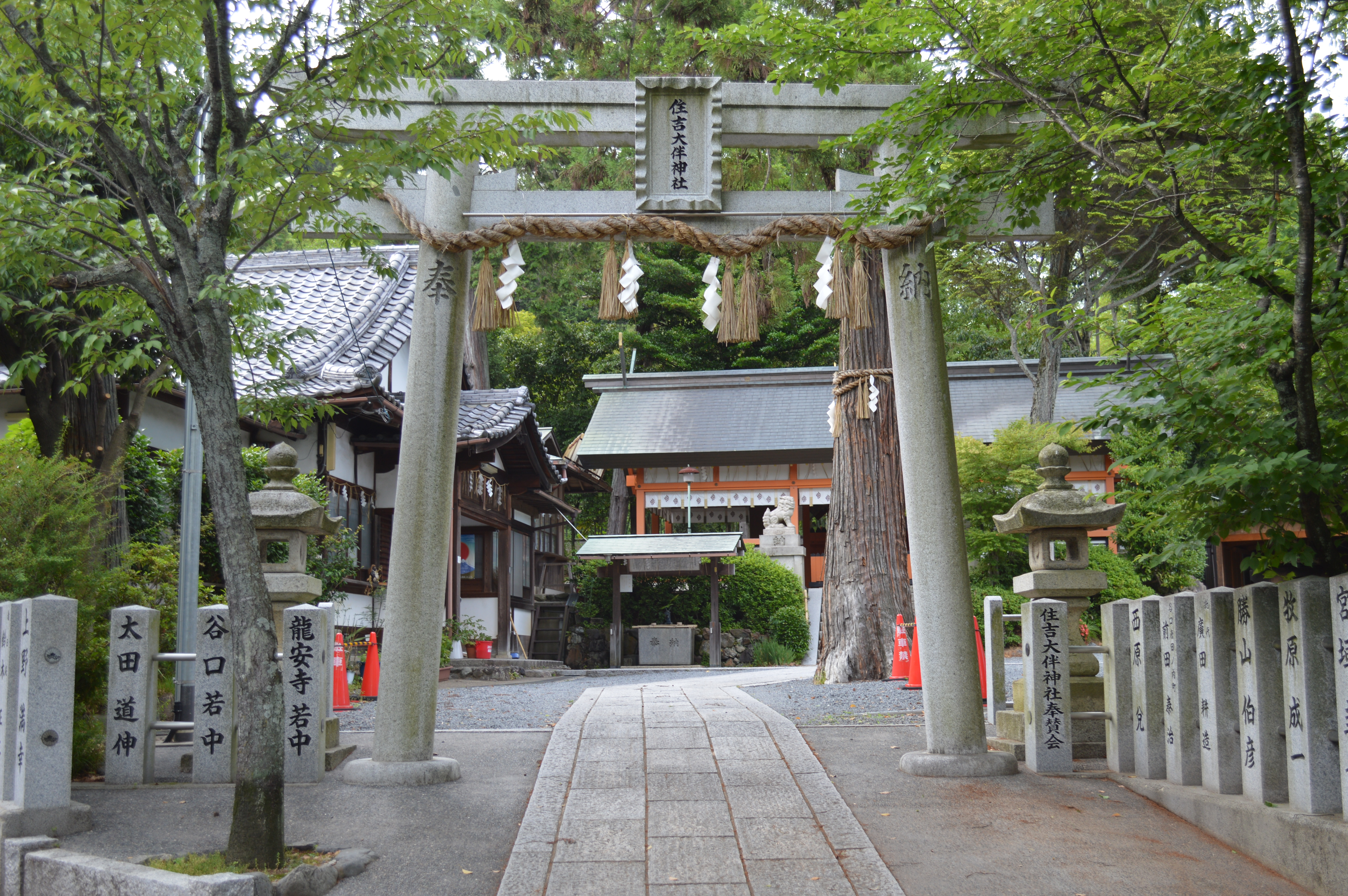
鳥居と境内

## 交通
- 最寄駅： 嵐電北野線妙心寺駅または龍安寺駅から北に400m
- 最寄バス停：京都市営バスバス停「塔ノ下町」または「竜安寺前」から150m